# 比弗利希爾斯 (佛羅里達州)
比弗利希爾斯（英語：Beverly Hills）是位於美國佛羅里達州西特拉斯縣的一個人口普查指定地區。

## 地理
比弗利希爾斯的座標為28°55′03″N 82°27′22″W / 28.91750°N 82.45611°W，而該地最高點為海拔高度31米（即102英尺）。

## 人口
根據2010年美國人口普查的數據，比弗利希爾斯的面積為7.70平方千米，當中陸地面積為7.70平方千米，而水域面積為0.00平方千米。當地共有人口8445人，而人口密度為每平方千米1,096人。